# Scopula gibbivalvata
Scopula gibbivalvata là một loài bướm đêm trong họ Geometridae.